# Alcis simpliciaria
Alcis simpliciaria är en fjärilsart som beskrevs av John Henry Leech 1897. Alcis simpliciaria ingår i släktet Alcis och familjen mätare. Inga underarter finns listade i Catalogue of Life.